# The House of Lies
Pour l’article homonyme, voir House of Lies.
Pour plus de détails, voir Fiche technique et Distribution.
The House of Lies est un film américain muet réalisé par William Desmond Taylor et sorti en 1916.

## Synopsis
La mère d'Edna, étant veuve, veut que ses filles se marient avec des hommes riches. Mais Edna souhaite se marier par amour et pas pour l'argent. Sa sœur se marie avec Marcus, un poète.

## Fiche technique
- Réalisation : William Desmond Taylor
- Scénario : L.V. Jefferson
- Production : Paramount pictures
- Date de sortie : 14 septembre 1916

## Distribution
- Edna Goodrich : Edna Coleman
- Juan de la Cruz : Marcus Auriel
- Kathleen Kirkham : Dorothy
- Lucille Ward : Mrs. Coleman
- Harold Holland : Winthrop Haynes
- Herbert Standing : Dr. Barnes